# کتو، بنین
کتو (به فرانسوی: Kétou) شهری در استان پلاتئو واقع در کشور بنین است که در سال ۱۹۹۲ میلادی ۱۵٬۶۵۱ نفر جمعیت داشته و جمعیت آن در سال ۲۰۰۵ میلادی به ۲۲٬۳۴۱ نفر رسیده‌است.